# Büyükçekmece Gölü
Der Büyükçekmece Gölü (türkisch für Büyükçekmece-See) liegt in Istanbul im namensgebenden Stadtteil Büyükçekmece. Der See wird als wichtigste Trinkwasserquelle Istanbuls genutzt. Der See wurde von den staatlichen Wasserbehörden durch aufwendige Baumaßnahmen vertieft. An der Schnittstelle des Sees und dem Marmarameer wurde ein Stausee installiert, der Büyükçekmece-Stausee.  
Der See wird von einer Bucht vom Marmarameer getrennt, über diese Bucht führt eine historische Brücke, die Kanuni-Sultan-Süleyman-Brücke. Zwischen dem Stausee und dem Meer ist das Wasser leicht salzhaltig. In dem Wasser lebten früher 30 Fischarten, mittlerweile sind nur noch 15 Fischarten übrig. 
Die Gesamtlänge beträgt 7 km und die Breite 2 km. Seine maximale Tiefe erreicht er mit 8,6 m.
Orte unmittelbar am See sind Büyükçekmece und Çatalca.

## Belege
- http://www.dsi.gov.tr/bolge/dsi14/isletme.htm#baraj